# Đầm Hà (xã)
Đầm Hà là một xã thuộc tỉnh Quảng Ninh, Việt Nam.
Xã Đầm Hà có diện tích 62,52 km², dân số năm 2006 là 4.339 người, mật độ dân số đạt 69 người/km².